# ريوسوكي كيجيما
ريوسوكي كيجيما (باليابانية: 木島 良輔) (مواليد 29 مايو 1979)، هو لاعب كرة قدم ياباني سابق كان يلعب كمهاجم.

## وصلات خارجية
- ريوسوكي كيجيما على موقع رابطة كرة القدم اليابانية للمحترفين (اليابانية)
- ريوسوكي كيجيما على موقع قاعدة بيانات كرة القدم.إي يو (الإنجليزية)
- ريوسوكي كيجيما على موقع Soccerway.com (الإنجليزية)
- ريوسوكي كيجيما على موقع عالم كرة القدم.نت (الإنجليزية)